# Zaccanopoli
Zaccanopoli är en ort och kommun i provinsen Vibo Valentia i regionen Kalabrien i Italien. Kommunen hade 726 invånare (2017).